# Ouragan Leslie (2012)
Pour l’article homonyme, voir Cyclone tropical Leslie.
L’ouragan Leslie est le douzième système tropical et quatrième ouragan de la saison cyclonique 2012 dans l'océan Atlantique nord. Formée depuis une onde tropicale en provenance des côtes ouest-africaines, Leslie atteint le statut de dépression tropicale, rétrogradant le 30 août sous la forme d'une tempête tropicale, et monte d'intensité le 5 septembre pour devenir un ouragan de catégorie 1. Après avoir évité les Bermudes, Leslie se dirige vers le nord et frappe directement Terre-Neuve (Canada) le 11 septembre en plus de donner des pluies diluviennes dans les provinces maritimes du Canada lors de sa transition post-tropicale.
Leslie passe la majeure partie de son activité en mer. Les Bermudes n'ont été que peu affectées, mais il fit craindre une répétition des dégâts causés par l'ouragan Igor de 2010 à Terre-neuve. Cependant, aucune perte humaine n'a été signalée, mais des dégâts matériels modérés ont été signalés et des inondations ont été signalées dans les provinces atlantiques du Canada par suite de l'humidité de l'ouragan et des pluies associées à un creux barométrique qui l'absorba.

## Évolution météorologique
Le 27 août, une onde tropicale quitte la côte ouest-africaine en direction de l'Atlantique. Le système reste assez désorganisé durant plusieurs jours en s'éloignant des îles du Cap-Vert, mais une vaste zone dépressionnaire se forme sous l'onde en surface le 28 août,. Le 29 août, des averses et des orages se développent dans le système, ce dernier gagnant ainsi en intensité. Au matin du 30 août, des bandes de pluies bien définies se forment sur le flanc ouest du système dépressionnaire tandis qu'il est localisé à 1 905 km à l'est des Petites Antilles. Le National Hurricane Center des États-Unis le nomme désormais en dépression tropicale Douze,.
Située au sud de l'anticyclone subtropical, la dépression continue sa trajectoire en direction ouest-nord-ouest, gagnant ainsi les eaux particulièrement chaudes, et atteint rapidement le statut de tempête tropicale. Il s'agit de la deuxième fois dans les annales qu'une douzième tempête tropicale se formait aussi tôt en saison, seulement derrière l'ouragan Luis en 1995. Leslie s'organise rapidement, montrant plusieurs bandes orageuses autour et dans son centre. Au matin du 31 août, ses vents sont estimés à 100 km/h en analysant les images satellitaires selon la technique de Dvorak. Cependant, le creusement de la tempête se stabilise plus tard le même jour mais un œil se forme quand même le 1er septembre, bien qu'il fût impossible de savoir s'il était au centre de la tempête,. Quelques heures plus tard, le système se désorganise et son centre se retrouve loin de la principale zone de convection atmosphérique.

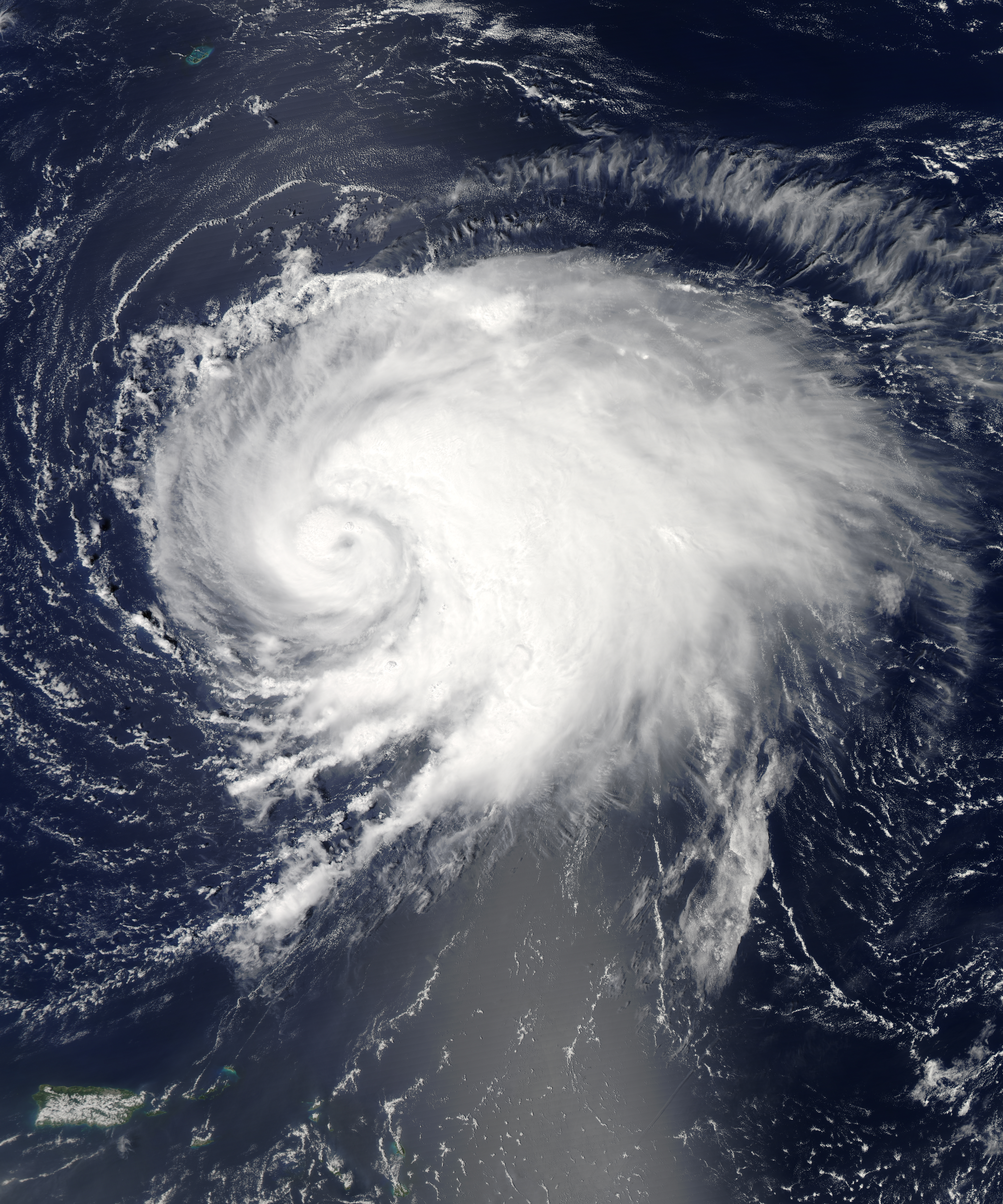
Leslie à son maximum d'intensité le 5 septembre 2012-.

Leslie dérive ensuite lentement vers le nord et atteint finalement le statut d'ouragan de catégorie 1 le 5 septembre. À la suite de son lent déplacement, la pluie torrentielle refroidit l'océan sous Leslie et l'ouragan retombe au niveau de tempête tropicale le 7 septembre. Bien que son centre passe à 230 km à l'est des Bermudes le 9 septembre, le système affecte quand même ces îles.
Un fort creux barométrique en altitude, s'étendant du sud-ouest au nord-est au large de la côte du Nord-Est du continent américain, entre en interaction avec Leslie les 9 et 10 septembre. Une zone d'humidité provenant de Leslie s'en détache pour entrer dans le creux et donner de la pluie abondante sur les provinces maritimes du Canada bien avant l'arrivée de la tempête. Leslie elle-même entre sous l'influence du creux et accélère dans sa trajectoire vers le nord-nord-est. Le 11 septembre, la tempête se déplace à 50 km/h et à 0 h UTC (20 h locale le 10 septembre), elle se trouve à 745 km au sud-ouest de Cap Race, Terre-neuve. Ses vents étaient estimés à 110 km/h et sa pression à 988 hPa.
Le 12 septembre à 9 h UTC, Leslie s'était considérablement approfondie à 965 hPa grâce à son interaction avec le creux barométrique et se dirigeait vers toujours vers la côte sud de Terre-Neuve et Saint-Pierre-et-Miquelon. Ses vents maximaux soutenus furent estimés à 110 km/h et une bouée météorologique canadienne enregistra des vents soutenus de 87 km/h. Le centre de la tempête a touché terre à Fortune, sur la péninsule de Burin, vers 8 h 30 heure locale (11 h UTC), se déplaçant vers le nord-nord-est à environ 65 kilomètres à l'heure. Passant sur des eaux plus froides et avec la friction près son entrée sur terre, elle devait perdre son caractère tropical plus tard ce matin-là et devenir un cyclone extratropical absorbé dans la circulation en traversant la partie est de Terre-Neuve en direction du Groenland.

## Préparatifs
Le 6 septembre, les autorités des Bermudes diffusent des alertes cycloniques et ferment les écoles et autres institutions publiques le jour suivant.
Les provinces maritimes du Canada sont en avertissement de pluie abondante dès le 9 septembre. Des alertes cycloniques et de pluie abondante sont lancées pour Terre-neuve le 10 septembre. Le passage de ce cyclone tropical fit craindre une répétition des dommages associés à l'ouragan Igor de 2010.

## Impacts

### Bermudes
Bien que les premières prévisions faisaient passer Leslie directement sur Bermudes sous le stade d'un ouragan de catégorie 2, c'est sous la forme de tempête tropicale qu'elle passe assez loin des îles. Ses bandes externes donnent quand même de la pluie et de fortes rafales de vent, le 9 septembre. La police ne rapporte aucun incident majeur et l'aéroport est rouvert en soirée. Des pannes électriques ont été signalées à certains endroits à la suite du bris de fils électriques et d'arbres. Les écoles ont été fermées le 10 septembre et les traversiers ont été suspendus jusqu'au 11 septembre afin de vérifier les dommages possibles par les vagues et la houle. Cette dernière se rend jusqu'à la côte est des États-Unis.

### Provinces atlantiques du Canada
Les 9 et 10 septembre, un creux barométrique traverse les provinces maritimes (Nouvelle-Écosse, Nouveau-Brunswick et Île-du-Prince-Édouard). Bien qu'il s'agisse d'un système différent de Leslie, l'humidité de cette dernière est transportée dans le creux et des pluies diluviennes s'abattent sur les provinces atlantiques. Il est tombé notamment 75 mm à Truro, Nouvelle-Écosse, inondant les routes et les maisons, forçant des douzaines de famille à évacuer et une digue dans le comté de Colchester se brise sous la crue de la rivière Salmon,. Le creux se stabilisant sur la région, Leslie apporte une seconde période de pluie, parfois forte, qui continue de s'abattre sur l'est de la Nouvelle-Écosse et sur le Cap-Breton jusqu'au 11 septembre. Le total des précipitations du 9 au 11 septembre selon le Service météorologique du Canada est entre 52 (Western Head) et 165 mm (Shubenacadie) sur la Nouvelle-Écosse, et de 20 (North Point au nord-ouest de Summerside) à 104 mm (Alliston) d'ouest en est à l'île-du-Prince-Édouard.
Leslie frappe ensuite Terre-Neuve et les vents les plus violents sont enregistrés dans les secteurs est et sud. Des rafales de 137 km/h touchent Cape Pine sur la péninsule d'Avalon, et des rafales allant jusqu'à 131 km/h à l'aéroport international de Saint-Jean. Les plus hautes vagues atteignent dix mètres de hauteur en mer. La pluie la plus forte s'est au contraire retrouvée à l'ouest de Leslie, de 60 à 110 mm, avec le maximum d'accumulation à Cow Head. Pendant ce temps, à l'est de la dépression, il est tombé aussi peu de pluie que 7 mm à Saint-Jean.
Jusqu'à 100 000 personnes ont été privées de courant dans la capitale et dans les communautés situées le long de la côte sud-est de la péninsule d'Avalon pour plusieurs heures et un certain nombre jusqu'à plusieurs jours. Les vents violents renversent de nombreux camions sur la route transcanadienne. De nombreux utilisateurs sur Twitter rapportent les dégâts en temps réel — notamment coupures d'électricité, arbres arrachés et toits emportés. La pluie torrentielle inonde certains endroits et des portions de route ont été érodées à Terre-Neuve. Les écoles ont été fermées dans toute l'île, les services de traversiers ont été interrompus jusqu'au retour au calme et plusieurs vols ont été annulés à l'aéroport de Saint-Jean. Trois navires de croisières ont annulé leur escale à Saint-Jean.

### Saint-Pierre-et-Miquelon
Saint-Pierre-et-Miquelon, juste à l'ouest de la trajectoire de la tempête, a aussi été touché. À l'aéroport de Saint-Pierre (LFVP), il est tombé 45 mm de pluie et le vent soutenu a atteint 42 nœuds (78 km/h), avec des rafales à 59 nœuds (109 km/h) à 12 h UTC,.